# Adolphe Dutilleux
Pour les articles homonymes, voir Dutilleux.
Adolphe Dutilleux, né à Meaux le 20 mars 1829 et mort à Versailles le 25 février 1916, est un historien français.

## Biographie et carrière
Né en 1829 à Meaux, Adolphe Victor Dutilleux appartient à une famille essentiellement originaire du nord de la France. Il est le fils de Félix Louis Prosper Dutilleux (Amiens, 1799 - Douai, 1872) et de Zoé Joséphine Bacler (Arras, 1805 - Versailles, 1898). Son père, directeur des postes, est par ailleurs le frère du peintre Constant Dutilleux (Douai, 1807 - Paris, 1865), lui-même arrière-grand-père du compositeur Henri Dutilleux (Angers, 1916 - Paris, 2013). Sa mère est une parente éloignée du général d'Empire Louis Bacler d'Albe.
Marié à Bruges (Belgique) le 22 juillet 1869 avec Emma Isabelle De Pauw (Bruges, 1830 – Versailles, 1884), Adolphe Dutilleux a pour fille unique Marguerite Isabelle Gabrielle Dutilleux ( Ailly-sur-Somme, 1867 - Versailles, 1957), épouse du peintre Paul-Émile Mangeant (Paris, 1858 - Versailles, 1938), lui-même petit-fils du sculpteur Antoine Étex (Paris, 1808 - Chaville, 1888).
Après des études au collège royal de Douai, il obtient en 1852 une licence en droit à Paris, tout en suivant comme auditeur libre les cours de l'École des Chartes. Il rejoint sa famille à Amiens et commence en 1855 une carrière de fonctionnaire en tant que chef de division à la préfecture de la Somme. En 1869, il suit à Versailles le préfet Charles Jules Cornuau nommé préfet de Seine-et-Oise. Il occupe dans cette ville le même poste de chef de division jusqu'à sa retraite en 1899. Pendant l'occupation allemande consécutive à la guerre de 1870-1871, il remplit les fonctions de sous-préfet intérimaire à Abbeville (Somme) de janvier à mars 1871 et s'affronte aux autorités ennemies.

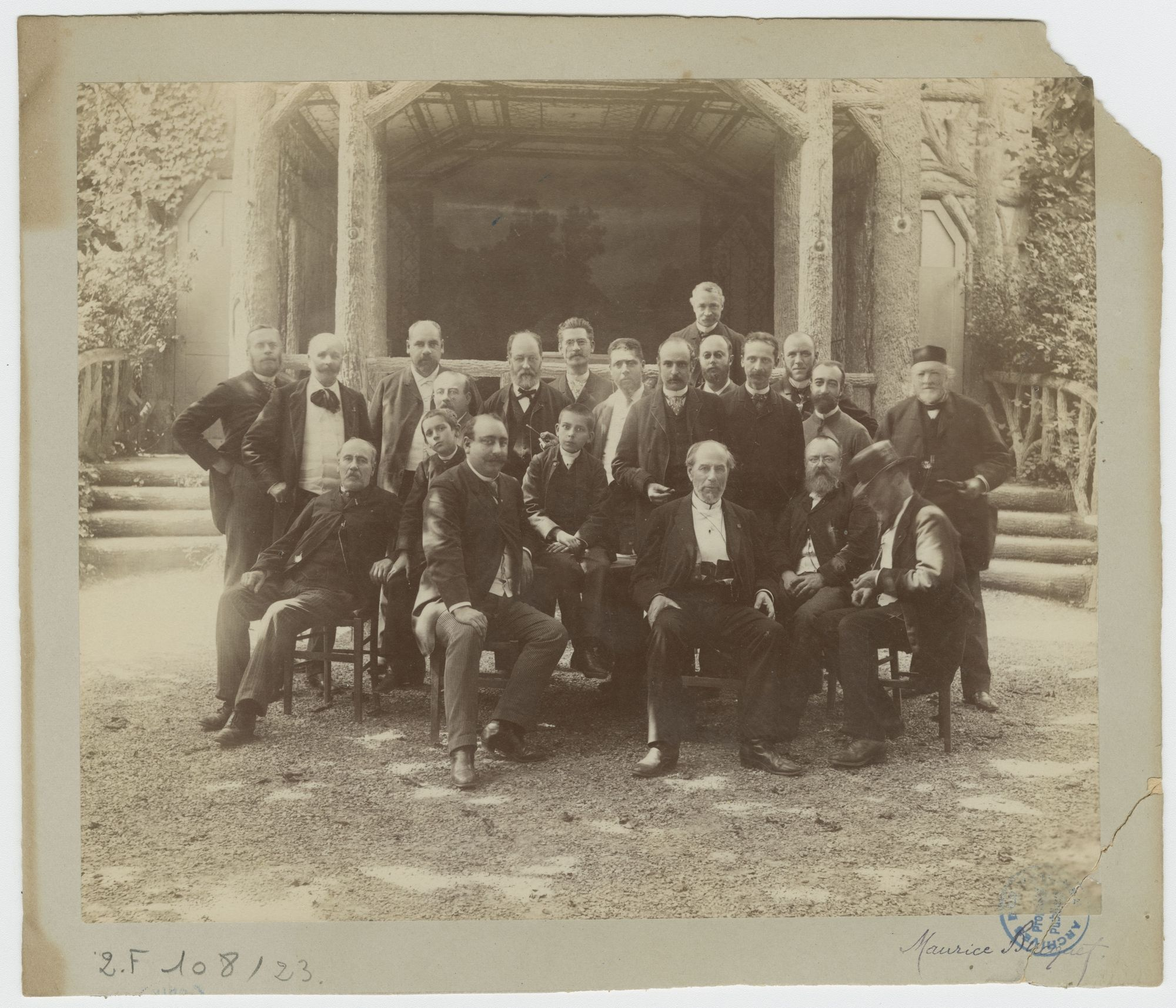
Les membres de la Commission des Antiquités et des Arts de Seine-et-Oise lors d'une excursion à Andrésy (1890). Adolphe Dutilleux est le 4e debout à partir de la gauche, une pipe à la main.

À Versailles, comme à Amiens, Adolphe Dutilleux joue un rôle particulièrement actif dans les sociétés savantes locales. Dès son arrivée dans la préfecture de la Somme, il rejoint la Société des Antiquaires de Picardie dont il est secrétaire de 1863 à 1867. Il est l'un des fondateurs en 1854, puis le rédacteur en chef, de la revue La Picardie, revue littéraire et scientifique. Une fois installé à Versailles, il adhère à de nombreuses sociétés patrimoniales de Seine-et-Oise de d'Île-de-France, comme l'Académie de Versailles. À l'initiative de la création de la Commission des antiquités et des arts du département de Seine-et-Oise, il en est le secrétaire de 1878 à 1908, avant d'en devenir le vice-président en 1909 et jusqu’à son décès. Par ailleurs, il devient membre correspondant du Comité des travaux historiques du ministère de l'Instruction publique et auxiliaire de la Commission de la Géographie historique de l’ancienne France. Sa curiosité scientifique le porte aussi vers des domaines plus novateurs. Il participe activement à la Société Versaillaise de Photographie. Il meurt à Versailles le 25 février 1916.

## Prototype de l'érudit local

### Inventeur du site archéologique de Saint-Acheul
Le milieu du XIXe siècle est décisif pour la science préhistorique. Les découvertes de Jacques Boucher de Perthes dans les alluvions de la Somme à Abbeville l'avaient conduit en 1844 à proposer la contemporanéité de l'homme et des grands mammifères à l'époque alors qualifiée d'”antédiluvienne”. Mais ses travaux n'avaient rencontré dans un premier temps que du scepticisme dans les milieux scientifiques académiques. Son hypothèse va néanmoins trouver une confirmation en 1854 avec le site archéologique de Saint-Acheul, dans la banlieue d'Amiens, situé lui aussi dans les terrasses alluviales de la Somme. Adolphe Dutilleux, le premier, y signale la présence dans une carrière de ”haches taillées” - des bifaces dans le vocabulaire de l'époque - au niveau des grands animaux de l'”Antédiluvien”. Cette découverte fait l'objet d'une première publication par un autre érudit amiénois, Marcel Rigollot, accompagnée d'un plan de fouilles et de coupes par Adolphe Dutilleux. L'importance du site archéologique de Saint-Acheul est telle qu'il donne ensuite son nom, l'Acheuléen, à l'une des périodes du paléolithique inférieur.

### Érudit éclectique en Picardie
Pendant sa période amiénoise, Adolphe Dutilleux publie abondamment dans les Mémoires et les Bulletins de la Société des Antiquaires de Picardie, montrant de l'intérêt tant pour l'histoire de l'art, le patrimoine local et régional que pour l'archéologie et l'histoire. Ainsi, dès son installation à Amiens après ses études parisiennes, il met au jour le site préhistorique de Saint-Acheul, publie une étude sur la chapelle Sainte-Theudosie de la cathédrale Notre-Dame et un récit de la vie de Pierre l'Ermite à l'occasion de l'érection de sa statue près de la cathédrale. Par la suite, il consacre plusieurs publications aux armoiries des villes de la Somme et à des sceaux de Picardie. En tant que membre de la Société des Antiquaires de Picardie, qui en est l'initiative, et plus particulièrement comme secrétaire, il participe à la fondation du musée d'art et d'archéologie d'Amiens en 1867, le musée Napoléon, l'actuel musée de Picardie.

### Artisan de la recherche historique en Île-de-France
Pendant une quarantaine d'années, entre 1870 et 1910, Adolphe Dutilleux s'investit pleinement dans la recherche historique en Seine-et-Oise, son département d'adoption. En tant que secrétaire, puis vice-président de la Commission des antiquités et des arts, il établit des contacts réguliers avec les sociétés savantes et y présente régulièrement ses travaux. Il est l'auteur de nombreux articles et de plusieurs ouvrages qui s'appuient sur de solides recherches en archives. 
L'histoire locale, largement centrée sur la période médiévale, et la publication de sources constituent les axes de ses investigations. Très caractéristique à ce titre est son ouvrage majeur, dont il est l'auteur avec Joseph Depoin, consacré à l'abbaye cistercienne de Maubuisson. Parus de 1882 à 1913, les différents volumes traitent d'abord de l'histoire de ce monastère féminin, puis portent sur l'édition du cartulaire, s'inscrivant ainsi dans une démarche éditoriale qui caractérise la recherche historique du tournant des XIXe et XXe siècles.
Parmi ses autres travaux marquants, il faut signaler une étude sur la Topographie ecclésiastique du département de Seine-et-Oise, une autre sur la Recherches sur les routes anciennes dans le département de Seine-et-Oise. Son intérêt pour l'histoire des établissements religieux se manifeste encore par des travaux sur l'abbaye Notre-Dame-des-Anges à Saint-Cyr-l'École ou l'abbaye prémontrée de Joyenval, à Chambourcy. Parmi les sources éditées, il est possible de mentionner aussi celle sur un manuscrit du XVIème siècle contenant le texte des Statuts de l'Ordre de Saint-Michel ou sa participation à la publication du Liber testamentorum, le cartulaire du prieuré parisien de Saint-Martin-des-Champs. Pour autant, A. Dutilleux ne s'interdit pas de continuer à explorer des domaines très différents, comme en témoigne son étude sur Antoine Benoist premier sculpteur en cire du roi Louis XIV (1632-1717).
Il faut enfin mentionner le journal manuscrit que rédige A. Dutilleux à l'occasion de la guerre qui débute en août 1914 et qu'il intitule De bello germanico. Memoria recordationum. Tenu du 2 août 1914 au 24 février 1916, veille de son décès, c'est un témoignage versaillais sur la vie "à l'arrière" pendant le premier conflit mondial.

## Publications principales
Liste complète de ses travaux par A. Dutilleux lui-même publiée dans Émile Coüard
- Notice sur Pierre l’Hermite, Amiens, Lenoël-Hérouart, 1853 (ou 1854) (lire en ligne)
- Cathédrale d’Amiens. Description de la Chapelle Ste Theudosie, Amiens, Alfred Caron, 1854 (lire en ligne)
- « Rapport sur les armoiries des villes d’Amiens, Abbeville, Péronne, Montdidier et Doulens », Mémoires de la Société des Antiquaires de Picardie, t. XIX, deuxième série, t. IX, 1863, p. 57-82 (lire en ligne)
- « Inventaire des sceaux offerts à la Société des Antiquaires de Picardie par M. Célestin Ratel », Mémoires de la Société des Antiquaires de Picardie, t. XXII, troisième série, t. II, 1868, p. 385-431 (lire en ligne)
- Topographie ecclésiastique du département de Seine-et-Oise, accompagnée d'une carte du diocèse de Versailles indiquant les divisions ecclésiastiques anciennes, Versailles, Céret, 1874 (lire en ligne)
- avec Paul Guégan, Tableau et carte des monuments et objets de l'âge de la pierre dans le département de Seine-et-Oise, Versailles, Cerf, 1878
- Recherches sur les routes anciennes dans le département de Seine-et-Oise, accompagnées d'une carte de ces voies de communication, Versailles, Cerf, 1881 (lire en ligne)
- avec Joseph Depoin, L'Abbaye de Maubuisson (Notre-Dame la Royale). Histoire et cartulaire, Pontoise, imprimerie A. Paris, 4 parties en 4 tomes, 1882-1885
- L'Asile départemental de l'enfance et l'Abbaye de Notre-Dame des Anges à Saint-Cyr au val de Gallie, Versailles, Cerf, 1884 (lire en ligne)
- Notice sur un manuscrit du XVIème siècle contenant le texte des Statuts de l'Ordre de Saint-Michel appartenant à la Bibliothèque communale de Saint-Germain-en-Laye, Versailles, Aubert, 1884
- Notice sur le Muséum national et le Musée spécial de l'École française à Versailles (1792-1823), Versailles, Cerf, 1887
- « L’abbaye de Joyenval au diocèse de Chartres », suivi du « Recueil des principales chartes de l’abbaye de Joyenval », Mémoires de la Société historique et archéologique de Pontoise et du Vexin, 13, 1890, p. 41-114 (lire en ligne)
- avec Joseph Depoin, Cartulaire de l'Abbaye de Maubuisson (Notre-Dame-la-Royale), première partie, Chartes concernant la fondation de l’abbaye et des chapelles (Titres I et II du cartulaire), Pontoise, Société historique du Vexin, 1890 (en ligne) et deuxième partie, Contrats (Titres III à XIV du Cartulaire), Pontoise, Société Historique du Vexin, 1913, (lire en ligne)
- « Héloïse à Argenteuil », Revue de l'histoire de Versailles et de Seine-et-Oise, t. 3, 1902, p. 241-274 (en ligne)
- avec Émile Coüard et alii, Liber testamentorum Sancti Martini de Campis, Paris, Picard, 1905 (en ligne)
- « Antoine Benoist premier sculpteur en cire du roi Louis XIV (1632-1717) », Revue de l'histoire de Versailles et de Seine-et-Oise, t. 7, 1905, p. 81-97 et 198-213 (en ligne)